# Francisco de Miranda
Sebastián Francisco de Miranda Rodríguez, més conegut com a Francisco de Miranda (Caracas, 28 de març de 1750 - San Fernando, Cadis, 14 de juliol de 1816) va ser un general veneçolà, considerat com a precursor de l'emancipació americana de l'Imperi Espanyol. També fou conegut com «El Primer Veneçolà Universal» o «L'Americà més Universal» degut al paper rellevant que tingué com a creador de la idea de Colòmbia com a nació i combatent destacat en tres continents: Àfrica, Europa i Amèrica.
Va viatjar durant gran part de la seva vida participant en conflictes armats al servei de diversos països, entre els quals destaquen tres guerres a favor de la democràcia: la Independència dels Estats Units, la Revolució Francesa, esdeveniment del qual va ser protagonista destacat, per la qual cosa li va ser atorgat el títol d'Heroi de la Revolució, i les Guerres d'independència hispanoamericanes.
Encara que va fracassar a l'hora de posar en pràctica els seus projectes, el seu ideal polític perdurar en el temps i va servir de base per a la fundació de la Gran Colòmbia i les seves idees independentistes van influir en destacats líders de l'Emancipació com Simón Bolívar i Bernardo O'Higgins.
El seu nom està gravat a l'Arc de Triomf de l'Étoile a París. El seu retrat forma part de la Galeria dels Personatges al Palau de Versalles, la seva estàtua es troba enfront de la del General Kellerman en el Camp de Valmy, França.